# برزلان علیا
برزلان علیا یک منطقهٔ مسکونی در ایران است که در دهستان قوشخانه پایین واقع شده‌است. برزلان علیا ۷۶۹ نفر جمعیت دارد.